# Parauta
Parauta es un municipio español situado en el oeste de la provincia de Málaga, Andalucía, en el Valle del Genal, siendo una de las poblaciones que conforman la comarca de la Serranía de Ronda. Se encuentra a 108 kilómetros de Málaga.
El trazado urbano del pueblo conserva su fisonomía árabe con calles empedradas y casas de una sola planta, con muros de mampostería encalada y ventanas con herrajes, rodeado de huertas.
Una gran parte del municipio se encuentra dentro del parque natural de la Sierra de Las Nieves, donde se puede observar el monumento natural del Pinsapo de Las Escaleretas, practicar senderismo y disfrutar del área recreativa Conejeras.
Parauta es miembro de Los Pueblos Más Bonitos de España desde el año 2024.

## Historia
El origen del nombre hay que situarlo en la época musulmana, época que también ha dejado como herencia el trazado sinuoso de sus calles.
En cuanto al nacimiento del municipio como tal, apenas si existe documentación al respecto. Pero hay un aspecto en el que coinciden la mayoría de los historiadores y es sobre el nacimiento del caudillo Omar ben Hafsún en el término. Éste era hijo de un noble visigodo y nació en una antigua alquería, llamada Torrichuela o Torrecilla (que en la actualidad pertenece al término de Pujerra). Hay que tener en cuenta que los muladíes descendían de los cristianos que habitaban la zona antes de la revolución musulmana. Los historiadores datan en el año 854 el nacimiento de Omar ben Hafsún, que pasó a la historia por encabezar una rebelión contra los notables cordobeses, arrastrando tras de sí a toda Andalucía. Este movimiento permitió el nacimiento del reino independiente del Califato de Córdoba, dominado por los Omeyas. El reinado de ben Hafsún duró hasta su muerte, acaecida en la fortaleza de Bobastro en el año 917, donde fue enterrado, ya convertido al catolicismo con el nombre de Samuel.
Tras la Guerra de Granada, los Reyes Católicos establecen que las poblaciones del Havaral (Jimera, Atajate, Alpandeire, Faraján, Júzcar, Cartajima, Parauta, Igualeja y Pujerra) sean de realengo. La población del municipio mermó mucho tras la rebelión de los moriscos, siendo repoblado, al igual que en otros pueblos de la provincia, por cristianos viejos procedentes, en su mayoría, de Cádiz y Sevilla.
De 1870 a 1914, primero Matías Huelin y Guillermo Penrose Marck (cónsul inglés en Málaga) y después los Larios, extrajeron magnetita en la mina de El Robledal, situada entre Parauta e Igualeja. El mineral había sido identificado por los geólogos Orueta Aguirre, vinculado a los altos hornos de Marbella, y José Macpherson como alternativa al extraído en la mina de El Peñoncillo de Ojén.
En agosto de 1991 el parque natural Sierra de Las Nieves sufrió un importante incendio forestal, afectando a los terrenos de Parauta, Benahavís, Igualeja y Tolox. El incendio fue intencionado y afectó a más de 7000 ha en terrenos de Parauta. El 7 de agosto un helicóptero que participaba en la extinción del incendio, que había recogido al retén de Ronda, cayó sobre los terrenos forestales de Parauta, produciéndose cuatro heridos, la pérdida del aparato y un nuevo foco del incendio. Fue el incendio de mayor magnitud de la provincia de Málaga, superado después por el incendio forestal de Málaga en 2012.

## Geografía humana

### Demografía
Cuenta con una población de 281 habitantes (INE 2024).
| Gráfica de evolución demográfica de Parauta entre 1842 y 2021                                                         |
| |
| Población de derecho según los censos de población del INE. Población de hecho según los censos de población del INE. |

### Economía
Se trata de un pueblo serrano con un terreno de acusadas pendientes. Tiene un 10% de terreno cultivable y la masa forestal ocupa el 31% del mismo. Cuenta con 169 ha dedicadas al castaño. En la zona de La Ventilla se encuentra una cantera de áridos del grupo Sando. En el sector terciario cuenta con el camping municipal Conejeras, en el parque natural Sierra de Las Nieves para el turismo activo de naturaleza.

## Infraestructuras y equipamientos

### Educación
Cuenta con el Colegio Público Rural Alto Genal.

## Naturaleza
El término municipal se extiende por 4.450 ha, de las que gran parte se encuentran en el parque natural Sierra de Las Nieves. Destaca la encina Vallecillo (Quercus ilex subsp. ballota), de más de tres metros de diámetro, que se refleja en el escudo de Parauta, que se encuentra recogida en el Catálogo de Árboles y Arboledas Singulares de la Junta de Andalucía. Además, en Parauta se encuentra el nacimiento del río Verde, en un entorno muy apreciado por los excursionistas. Se encuentran en Parauta las cumbres de Sierra de Las Nieves del pico Alcojada o Alcojona (1498 m s. n. m.) y el pico Abanto (1508 m s. n. m.) y, en sus inmediaciones, el ejemplar notable del pinsapo del Puntal de La Mesa (Abies pinsapo), ejemplar también recogido en el Catálogo de Árboles y Arboledas Singulares de la Junta de Andalucía y el Monumento Natural del Pinsapo de Las Escaleretas. Dentro del parque natural Sierra de Las Nieves se puede recorrer el sendero circular señalizado de Conejeras que discurre por el encinar de La Nava, uno de los mejor conservados del parque natural.

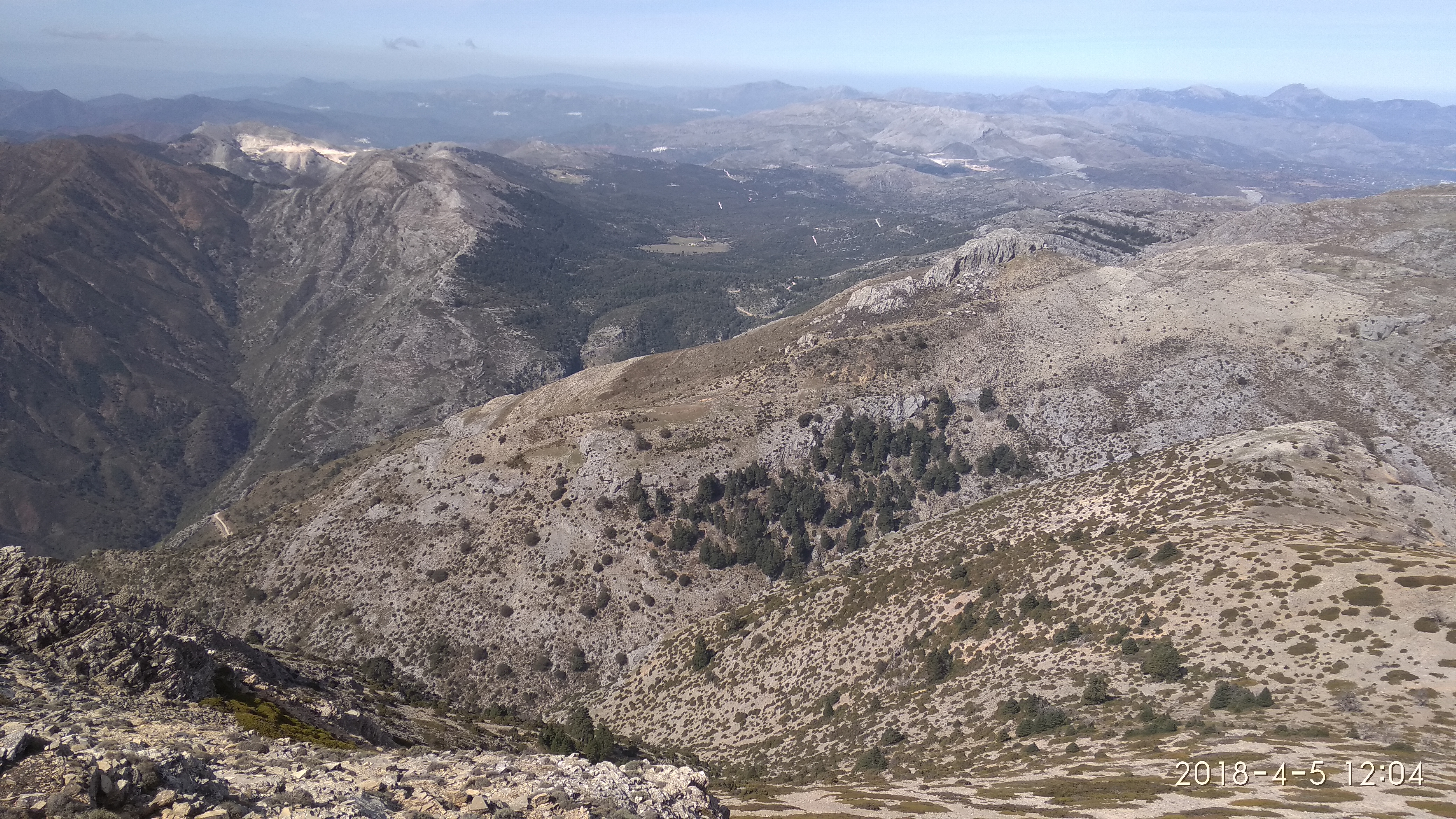
Cortijo de La Nava de San Luis y encinar de La Nava vistos desde el Pico Torrecilla

## Monumentos
El pueblo conserva el trazado árabe, con incorporaciones de indudable interés, como el arco de la calle Altillo o la iglesia de la Purísima Concepción, del XVI. En el pueblo, además, encontraremos dos plazas y tres fuentes. Señalar la Iglesia de la Purísima Concepción, que fue edificada en el siglo XVI y tiene una planta en forma de cruz latina con cubierta de madera en la parte del crucero. La torre mudéjar lleva arcos de medio punto en el cuerpo de campanas y un tejado a cuatro aguas. En el interior hay una Dolorosa, imagen de vestir del siglo XVIII y una escultura en madera policromada de San Pascual Bailón, de Adrián Risueño, copia de un original de Pedro de Mena, de la Catedral de Málaga.

## Cultura
En la actualidad Parauta cuenta con una Panda de Verdiales cuyo estilo es de los montes, música típica de la provincia de Málaga, cuyo precursor es Juan Canca Herrera.
Desde 2007 se celebra en noviembre la Fiesta del Conejo, con la degustación de arroz con conejo y productos tradicionales de la localidad.